# San Manuel (Isabela)
San Manuel is een gemeente in de Filipijnse provincie Isabela in het noordoosten van het eiland Luzon. Bij de laatste census in 2007 had de gemeente ruim 28 duizend inwoners.

## Geografie

### Bestuurlijke indeling
San Manuel is onderverdeeld in de volgende 19 barangays:
| - Agliam - Babanuang - Cabaritan - Caraniogan - District 1 - District 2 - District 3 - District 4 - Eden - Malalinta | - Mararigue - Nueva Era - Pisang - San Francisco - Sandiat Centro - Sandiat East - Sandiat West - Santa Cruz - Villanueva |

## Demografie
San Manuel had bij de census van 2007 een inwoneraantal van 28.420 mensen. Dit zijn 1.361 mensen (5,0%) meer dan bij de vorige census van 2000. De gemiddelde jaarlijkse groei komt daarmee uit op 0,68%, hetgeen lager is dan het landelijk jaarlijks gemiddelde over deze periode (2,04%). Vergeleken met de census van 1995 is het aantal mensen met 2.893 (11,3%) toegenomen.

De bevolkingsdichtheid van San Manuel was ten tijde van de laatste census, met 28.420 inwoners op 112,77 km², 252 mensen per km².